# Ayamo moyolpachihuitia in Totlatocatzin Rey D. Fernando VII
Ayamo moyolpachihuitia in Totlatocatzin Rey D. Fernando VII... (italiano: "Nostro regnante re Don Fernando VII non è ancora soddisfatto") sono le prime parole di un grosso foglio di carta stampato in lingua nahuatl il 5 ottobre 1810 da Francisco Javier Venegas de Saavedra, viceré della Nuova Spagna, come propaganda durante la rivolta Hidalgo. Annunciava l'abolizione del pagamento dal tributo da parte degli indiani residenti in Nuova Spagna che, si sperava, avrebbero ridotto il supporto indiano alla ribellione.
Nonostante Venegas dicesse che il Nahuatl era stato usato per raggiungere più indiani possibile, relativamente pochi Nahuatl erano alfabetizzati, e coloro che lo erano potevano in genere leggere anche lo spagnolo ed il latino. È più probabile che il Nahuatl sia stato usato per motivi ideologici, al fine di rafforzare la legittimità del governo coloniale agli occhi dei popoli nativi. Le lingue indigene, ed in particolare il Nahuatl, erano state vietate nel 1770, e l'uso del Nahuatl nelle pubblicazioni governative nel 1810 rappresentava una nuova approvazione della lingua.
La traduzione del testo in lingua nahuatl è attribuita a Rafael Tiburcio Sandoval. Il testo condivide numerosi tratti ortografici e grammaticali con il libro Arte de la lengua mexicana scritto da Sandoval, e anch'esso pubblicato nel 1810. Si trattò del primo lavoro in lingua Nahuatl pubblicato dopo il divieto ufficiale della lingua.